# Gran Premio motociclistico del Giappone 2014
Il Gran Premio motociclistico del Giappone 2014 è stato la quindicesima prova del motomondiale del 2014, si è disputato il 12 ottobre 2014 sul circuito di Motegi.
Nelle tre classi in gara le vittorie sono state di: Jorge Lorenzo su Yamaha in MotoGP, Thomas Lüthi su Suter in Moto2 e Álex Márquez su Honda in Moto3.
In conclusione di questo GP, Marc Márquez, grazie al secondo posto in gara nella MotoGP, ottiene la certezza del titolo mondiale. Per il pilota spagnolo della Honda si tratta della sua seconda affermazione iridata consecutiva in MotoGP (aveva già vinto lo stesso titolo mondiale nel 2013), quarto totale della sua carriera nel motomondiale (vinse nel 2010 il titolo nella classe 125 e nel 2012 in Moto2).

## MotoGP
La pole position della classe è stata ottenuta da Andrea Dovizioso su Ducati, per il pilota italiano si è trattato della seconda pole in carriera nella classe regina, per la Ducati della prima pole position dell'anno.
Al termine della gara Jorge Lorenzo, che ha ottenuto anche il giro più veloce, ha preceduto sul traguardo Marc Márquez su Honda. Quest'ultimo, grazie al piazzamento ottenuto, si è laureato matematicamente campione del mondo della MotoGP per la seconda volta consecutiva e con tre gare di anticipo sul termine della stagione. Al terzo posto si è piazzata la seconda Yamaha ufficiale, condotta da Valentino Rossi.

### Arrivati al traguardo
| Pos. | Nº | Pilota             | Squadra                       | Motocicletta       | Giri | Tempo     | Griglia | Punti |
| ---- | -- | ------------------ | ----------------------------- | ------------------ | ---- | --------- | ------- | ----- |
| 1º   | 99 | Jorge Lorenzo      | Movistar Yamaha               | Yamaha YZR-M1      | 24   | 42'21.259 | 5º      | 25    |
| 2º   | 93 | Marc Márquez       | Repsol Honda                  | Honda RC213V       | 24   | +1.638    | 4º      | 20    |
| 3º   | 46 | Valentino Rossi    | Movistar Yamaha               | Yamaha YZR-M1      | 24   | +2.602    | 2º      | 16    |
| 4º   | 26 | Dani Pedrosa       | Repsol Honda                  | Honda RC213V       | 24   | +3.157    | 3º      | 13    |
| 5º   | 4  | Andrea Dovizioso   | Ducati Team                   | Ducati Desmosedici | 24   | +14.353   | 1º      | 11    |
| 6º   | 29 | Andrea Iannone     | Pramac Racing                 | Ducati Desmosedici | 24   | +16.653   | 6º      | 10    |
| 7º   | 6  | Stefan Bradl       | LCR Honda                     | Honda RC213V       | 24   | +19.531   | 9º      | 9     |
| 8º   | 44 | Pol Espargaró      | Monster Yamaha Tech 3         | Yamaha YZR-M1      | 24   | +19.815   | 7º      | 8     |
| 9º   | 38 | Bradley Smith      | Monster Yamaha Tech 3         | Yamaha YZR-M1      | 24   | +23.575   | 10º     | 7     |
| 10º  | 19 | Álvaro Bautista    | Go&Fun Honda Gresini          | Honda RC213V       | 24   | +35.687   | 12º     | 6     |
| 11º  | 41 | Aleix Espargaró    | NGM Forward Racing            | Forward Yamaha     | 24   | +40.668   | 11º     | 5     |
| 12º  | 21 | Katsuyuki Nakasuga | Yamalube Racing Team with YSP | Yamaha YZR-M1      | 24   | +51.027   | 17º     | 4     |
| 13º  | 7  | Hiroshi Aoyama     | Drive M7 Aspar                | Honda RCV1000R     | 24   | +51.093   | 18º     | 3     |
| 14º  | 69 | Nicky Hayden       | Drive M7 Aspar                | Honda RCV1000R     | 24   | +55.792   | 14º     | 2     |
| 15º  | 8  | Héctor Barberá     | Avintia Racing                | Ducati Desmosedici | 24   | +59.089   | 16º     | 1     |
| 16º  | 45 | Scott Redding      | Go&Fun Honda Gresini          | Honda RCV1000R     | 24   | +59.508   | 15º     |       |
| 17º  | 15 | Alex De Angelis    | NGM Forward Racing            | Forward Yamaha     | 24   | +1'16.547 | 20º     |       |
| 18º  | 70 | Michael Laverty    | Paul Bird Motorsport          | PBM                | 24   | +1'28.021 | 22º     |       |
| 19º  | 63 | Mike Di Meglio     | Avintia Racing                | Avintia GP14       | 24   | +1'29.470 | 23º     |       |
| 20º  | 23 | Broc Parkes        | Paul Bird Motorsport          | PBM                | 24   | +1'33.253 | 24º     |       |

### Ritirati
| Nº | Pilota          | Squadra                   | Motocicletta       | Giri | Griglia |
| -- | --------------- | ------------------------- | ------------------ | ---- | ------- |
| 68 | Yonny Hernández | Energy T.I. Pramac Racing | Ducati Desmosedici | 23   | 13º     |
| 17 | Karel Abraham   | Cardion AB Motoracing     | Honda RCV1000R     | 14   | 19º     |
| 9  | Danilo Petrucci | Octo IodaRacing           | ART                | 4    | 21º     |
| 35 | Cal Crutchlow   | Ducati Team               | Ducati Desmosedici | 1    | 8º      |

## Moto2
Vittoria in questa classe per Thomas Lüthi con la Suter MMX2 del team Interwetten Sitag, il pilota svizzero, giunto alla ottava affermazione della sua carriera nel motomondiale, non vinceva una gara da quasi due anni e mezzo, sono passate infatti 42 gare dalla sua ultima affermazione, ottenuta al Gran Premio di Francia del 2012. Completano il podio, Maverick Viñales con la Kalex Moto2 del team Paginas Amarillas HP 40 e Esteve Rabat terzo con moto identica a quella di Viñales ma gestita dal team Marc VDS Racing.
Grazie ai sedici punti ottenuti in questa gara, Rabat consolida la propria prima posizione in classifica piloti con 294 punti, mentre perde ancora terreno Mika Kallio (quinto in questa gara) che resta secondo con 256 punti ma vede aumentare il proprio ritardo dalla prima posizione, ora distante 38 punti.

### Arrivati al traguardo
| Pos. | Nº | Pilota              | Squadra                    | Motocicletta       | Giri | Tempo           | Griglia | Punti |
| ---- | -- | ------------------- | -------------------------- | ------------------ | ---- | --------------- | ------- | ----- |
| 1º   | 12 | Thomas Lüthi        | Interwetten Sitag          | Suter MMX2         | 23   | 42min 50s 219ms | 2º      | 25    |
| 2º   | 40 | Maverick Viñales    | Paginas Amarillas HP 40    | Kalex Moto2        | 23   | +1.209          | 4º      | 20    |
| 3º   | 53 | Esteve Rabat        | Marc VDS Racing            | Kalex Moto2        | 23   | +3.631          | 1º      | 16    |
| 4º   | 5  | Johann Zarco        | AirAsia Caterham           | Caterham Suter     | 23   | +7.797          | 3º      | 13    |
| 5º   | 36 | Mika Kallio         | Marc VDS Racing            | Kalex Moto2        | 23   | +8.472          | 5º      | 11    |
| 6º   | 60 | Julián Simón        | Italtrans Racing           | Kalex Moto2        | 23   | +8.881          | 7º      | 10    |
| 7º   | 21 | Franco Morbidelli   | Italtrans Racing           | Kalex Moto2        | 23   | +11.203         | 8º      | 9     |
| 8º   | 55 | Hafizh Syahrin      | Petronas Raceline Malaysia | Kalex Moto2        | 23   | +17.509         | 17º     | 8     |
| 9º   | 88 | Ricard Cardús       | Tech 3                     | Tech 3 Mistral 610 | 23   | +18.424         | 18º     | 7     |
| 10º  | 19 | Xavier Siméon       | Federal Oil Gresini        | Suter MMX2         | 23   | +21.192         | 13º     | 6     |
| 11º  | 81 | Jordi Torres        | Mapfre Aspar               | Suter MMX2         | 23   | +22.646         | 14º     | 5     |
| 12º  | 94 | Jonas Folger        | AGR Team                   | Kalex Moto2        | 23   | +23.303         | 15º     | 4     |
| 13º  | 30 | Takaaki Nakagami    | Idemitsu Honda Team Asia   | Kalex Moto2        | 23   | +26.077         | 6º      | 3     |
| 14º  | 8  | Gino Rea            | AGT Rea Racing             | Suter MMX2         | 23   | +26.708         | 23º     | 2     |
| 15º  | 39 | Luis Salom          | Paginas Amarillas HP 40    | Kalex Moto2        | 23   | +28.921         | 25º     | 1     |
| 16º  | 96 | Louis Rossi         | SAG Team                   | Kalex Moto2        | 23   | +29.312         | 20º     |       |
| 17º  | 7  | Lorenzo Baldassarri | Gresini Moto2              | Suter MMX2         | 23   | +31.192         | 21º     |       |
| 18º  | 77 | Dominique Aegerter  | Technomag carXpert         | Suter MMX2         | 23   | +33.956         | 16º     |       |
| 19º  | 14 | Ratthapark Wilairot | AirAsia Caterham           | Caterham Suter     | 23   | +41.606         | 22º     |       |
| 20º  | 20 | Florian Marino      | NGM Forward Racing         | Kalex Moto2        | 23   | +42.031         | 28º     |       |
| 21º  | 4  | Randy Krummenacher  | Octo IodaRacing            | Suter MMX2         | 23   | +42.133         | 30º     |       |
| 22º  | 18 | Nicolás Terol       | Mapfre Aspar               | Suter MMX2         | 23   | +44.568         | 26º     |       |
| 23º  | 71 | Tomoyoshi Koyama    | Teluru Team JiR Webike     | NTS                | 23   | +45.571         | 27º     |       |
| 24º  | 25 | Azlan Shah          | Idemitsu Honda Team Asia   | Kalex Moto2        | 23   | +51.944         | 33º     |       |
| 25º  | 10 | Thitipong Warokorn  | APH PTT The Pizza SAG      | Kalex Moto2        | 23   | +52.398         | 32º     |       |
| 26º  | 72 | Yūki Takahashi      | Moriwaki Racing            | Moriwaki           | 23   | +53.160         | 24º     |       |
| 27º  | 97 | Román Ramos         | QMMF Racing                | Speed Up SF14      | 23   | +58.088         | 36º     |       |
| 28º  | 70 | Robin Mulhauser     | Technomag carXpert         | Suter MMX2         | 23   | +1'06.689       | 31º     |       |
| 29º  | 23 | Marcel Schrötter    | Tech 3                     | Tech 3 Mistral 610 | 23   | +1'15.937       | 10º     |       |
| 30º  | 65 | Chalermpol Polamai  | Singha Eneos Yamaha Tech 3 | Tech 3 Mistral 610 | 23   | +1'22.685       | 34º     |       |

### Ritirati
| Nº | Pilota         | Squadra            | Motocicletta  | Giri | Griglia |
| -- | -------------- | ------------------ | ------------- | ---- | ------- |
| 49 | Axel Pons      | AGR Team           | Kalex Moto2   | 17   | 9º      |
| 95 | Anthony West   | QMMF Racing        | Speed Up SF14 | 13   | 29º     |
| 54 | Mattia Pasini  | NGM Forward Racing | Kalex Moto2   | 11   | 19º     |
| 11 | Sandro Cortese | Dynavolt Intact GP | Kalex Moto2   | 7    | 11º     |
| 22 | Sam Lowes      | Speed Up           | Speed Up SF14 | 3    | 12º     |
| 84 | Riccardo Russo | Tasca Racing       | Suter MMX2    | 0    | 35º     |

## Moto3
Vittoria per Álex Márquez, per il pilota del team Estrella Galicia 0,0 si tratta della terza affermazione stagionale, ottenuta sullo stesso tracciato dove lo scorso anno aveva vinto la prima gara della sua carriera nel motomondiale. Completano il podio Efrén Vázquez secondo e Brad Binder terzo con la Mahindra MGP3O del team Ambrogio Racing.
Grazie ai 25 punti ottenuti con la vittoria di questa gara, Márquez consolida la prima posizione in classifica mondiale con 231 punti, lo spagnolo aumenta a 25 i punti di vantaggio su Jack Miller (quinto in questa gara e secondo in campionato con 206 punti), sono invece 37 i punti di vantaggio su Álex Rins (decimo in questa gara e terzo in graduatoria piloti con 194 punti).
Non prende parte a questa gara la pilota spagnola Ana Carrasco che, a causa di problemi derivanti dalla mancata copertura economica di alcune sponsorizzazioni, non viene schierata dal team RW Racing GP.

### Arrivati al traguardo
| Pos. | Nº | Pilota              | Squadra                | Motocicletta        | Giri | Tempo           | Griglia | Punti |
| ---- | -- | ------------------- | ---------------------- | ------------------- | ---- | --------------- | ------- | ----- |
| 1º   | 12 | Álex Márquez        | Estrella Galicia 0,0   | Honda NSF250R       | 20   | 39min 26s 830ms | 7º      | 25    |
| 2º   | 7  | Efrén Vázquez       | SaxoPrint-RTG          | Honda NSF250R       | 20   | +0.357          | 14º     | 20    |
| 3º   | 41 | Brad Binder         | Ambrogio Racing        | Mahindra MGP3O      | 20   | +0.484          | 8º      | 16    |
| 4º   | 17 | John McPhee         | SaxoPrint-RTG          | Honda NSF250R       | 20   | +0.672          | 3º      | 13    |
| 5º   | 8  | Jack Miller         | Red Bull KTM Ajo       | KTM RC 250 GP       | 20   | +1.161          | 5º      | 11    |
| 6º   | 52 | Danny Kent          | Red Bull Husqvarna Ajo | Husqvarna FR 250 GP | 20   | +1.796          | 1º      | 10    |
| 7º   | 5  | Romano Fenati       | SKY Racing Team VR46   | KTM RC 250 GP       | 20   | +5.927          | 17º     | 9     |
| 8º   | 33 | Enea Bastianini     | Junior Team Go&Fun     | KTM RC 250 GP       | 20   | +6.025          | 15º     | 8     |
| 9º   | 23 | Niccolò Antonelli   | Junior Team Go&Fun     | KTM RC 250 GP       | 20   | +6.527          | 2º      | 7     |
| 10º  | 42 | Álex Rins           | Estrella Galicia 0,0   | Honda NSF250R       | 20   | +6.686          | 9º      | 6     |
| 11º  | 32 | Isaac Viñales       | Calvo Team             | KTM RC 250 GP       | 20   | +6.988          | 6º      | 5     |
| 12º  | 98 | Karel Hanika        | Red Bull KTM Ajo       | KTM RC 250 GP       | 20   | +18.713         | 23º     | 4     |
| 13º  | 21 | Francesco Bagnaia   | SKY Racing Team VR46   | KTM RC 250 GP       | 20   | +18.757         | 18º     | 3     |
| 14º  | 63 | Zulfahmi Khairuddin | Ongetta-AirAsia        | Honda NSF250R       | 20   | +19.242         | 19º     | 2     |
| 15º  | 19 | Alessandro Tonucci  | CIP                    | Mahindra MGP3O      | 20   | +19.664         | 12º     | 1     |
| 16º  | 57 | Eric Granado        | Calvo Team             | KTM RC 250 GP       | 20   | +24.788         | 21º     |       |
| 17º  | 65 | Philipp Öttl        | Interwetten Paddock    | Kalex KTM           | 20   | +40.080         | 33º     |       |
| 18º  | 38 | Hafiq Azmi          | SIC-AJO                | KTM RC 250 GP       | 20   | +40.154         | 29º     |       |
| 19º  | 95 | Jules Danilo        | Ambrogio Racing        | Mahindra MGP3O      | 20   | +40.888         | 27º     |       |
| 20º  | 13 | Jasper Iwema        | CIP                    | Mahindra MGP3O      | 20   | +41.011         | 28º     |       |
| 21º  | 43 | Luca Grünwald       | Kiefer Racing          | Kalex KTM           | 20   | +1'00.736       | 25º     |       |
| 22º  | 4  | Gabriel Ramos       | Kiefer Racing          | Kalex KTM           | 20   | +1'01.752       | 34º     |       |
| 23º  | 55 | Andrea Locatelli    | San Carlo Team Italia  | Mahindra MGP3O      | 20   | +1'10.995       | 32º     |       |
| 24º  | 3  | Matteo Ferrari      | San Carlo Team Italia  | Mahindra MGP3O      | 20   | +1 giro         | 24º     |       |

### Ritirati
| Nº | Pilota           | Squadra                     | Motocicletta        | Giri | Griglia |
| -- | ---------------- | --------------------------- | ------------------- | ---- | ------- |
| 44 | Miguel Oliveira  | Mahindra Racing             | Mahindra MGP3O      | 11   | 4º      |
| 58 | Juanfran Guevara | Mapfre Aspar                | Kalex KTM           | 9    | 10º     |
| 84 | Jakub Kornfeil   | Calvo Team                  | KTM RC 250 GP       | 9    | 13º     |
| 99 | Jorge Navarro    | Marc VDS Racing             | Kalex KTM           | 9    | 16º     |
| 10 | Alexis Masbou    | Ongetta-Rivacold            | Honda NSF250R       | 7    | 20º     |
| 31 | Niklas Ajo       | Avant Tecno Husqvarna Ajo   | Husqvarna FR 250 GP | 0    | 11º     |
| 16 | Andrea Migno     | Mahindra Racing             | Mahindra MGP3O      | 0    | 22º     |
| 83 | Hikari Ōkubo     | Hot Racing with I-Factory   | Honda NSF250R       | 0    | 26º     |
| 9  | Scott Deroue     | RW Racing GP                | Kalex KTM           | 0    | 30º     |
| 81 | Sena Yamada      | Liberto Plusone & Endurance | Honda NSF250R       | 0    | 31º     |